# تیزکردن چاقو

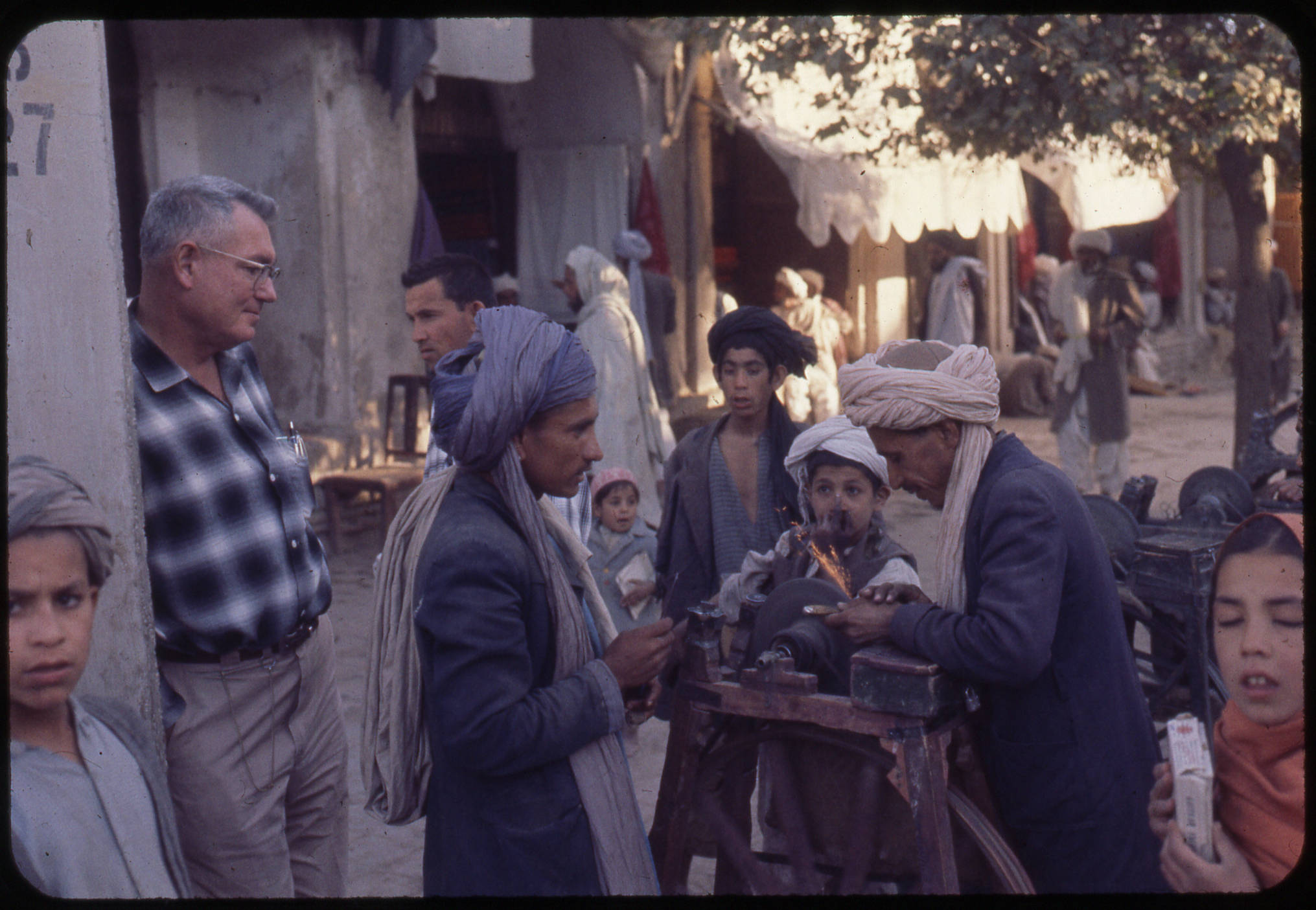
چاقو تیزکن در کابل، افغانستان (۱۹۶۱)

تیز کردن چاقو فرایند تیز کردن یک چاقو یا ابزار مشابه با سنگ‌زنی روی یک سطح سخت و ناهموار، معمولاً یک سنگ، یا یک سطح انعطاف‌پذیر با ذرات سخت، مانند کاغذ سنباده است. علاوه بر این، یک تیغ چرمی یا استاپ اغلب برای صاف کردن و صیقل دادن لبه‌ها استفاده می‌شود.